# Limnichites nebulosus
Limnichites nebulosus är en skalbaggsart som först beskrevs av Leconte 1879.  Limnichites nebulosus ingår i släktet Limnichites och familjen lerstrandbaggar. Inga underarter finns listade i Catalogue of Life.